# Arctosa yasudai
Arctosa yasudai este o specie de păianjeni din genul Arctosa, familia Lycosidae. A fost descrisă pentru prima dată de Tanaka în anul 2000. Conform Catalogue of Life specia Arctosa yasudai nu are subspecii cunoscute.